# Batrovci
Batrovci (serbisk kyrilliska: Батровци) är en ort belägen i provinsen Vojvodina i nordvästra Serbien, gränsort mellan Serbien och Kroatien.
Batrovci tillhör kommunen Šid och ligger utmed motorvägen A1, det vill säga E70.

## Demografi
Batrovci och har 320 invånare (2002), varav 217 serber och 91 kroater.

### Historiska invånarantal
- 1961: 653
- 1971: 577
- 1981: 464
- 1991: 399
- 2002: 320